# Les Gets
Les Gets è un comune francese di 1 290 abitanti situato nel dipartimento dell'Alta Savoia della regione dell'Alvernia-Rodano-Alpi.

## Sport
Stazione sciistica,comprensorio che insieme alle stazioni circostanti (Morzine e Avoriaz) costituisce il comprensorio sciistico più grande d'Europa. Les Gets ha ospitato diverse gare di Coppa del mondo di sci alpino. Ha anche ospitato tappe della Coppa del mondo di mountain bike.

## Società

### Evoluzione demografica
Abitanti censiti